# Вортон (Охајо)
Вортон (енгл. Wharton) град је у америчкој савезној држави Охајо.

## Демографија
По попису из 2010. године број становника је 358, што је 51 (-12,5%) становника мање него 2000. године.
| Група             | 2000.       | 2010.       |
| Белци             | 406 (99,3%) | 352 (98,3%) |
| Афроамериканци    | 0 (0,0%)    | 0 (0,0%)    |
| Азијати           | 1 (0,2%)    | 0 (0,0%)    |
| Хиспаноамериканци | 1 (0,2%)    | 3 (0,8%)    |
| Укупно            | 409         | 358         |